# Като песен
„Като песен“ е български игрален филм (драма) от 1973 година на режисьорите Ирина Акташева и Христо Писков, по сценарий на Славчо Дудов. Оператор е Яцек Тодоров. Музиката във филма е композирана от Борис Карадимчев.
Филмът е сниман във Варна.

## Сюжет
Главният герой Христо (Тинката) е член на Младежката революционна организация във Варна. Ремсист, той има своя възвишена идея за справедливост, което го сблъсква с представите на заобикалящите. Например защитава равенството между мъжете и жените, което му донася и здрав бой на сватба.
Тинката служи на другаря Клим и на „народната власт“. Но среща и Маргарита, дъщеря в старо градско учителско семейство, чийто баща има за свой идеал свободата. Той изпълнява заповеди толкова чинно, че освобождава шестима затворници вместо петима. Последният се оказва избягал престъпник. Тинката признава „грешката“ си и така се оказва охрана на Народния съд. В същото време бди за справедливостта и не разрешава на „другарите" да извършват своеволна „конфискация“ на царската собственост.
След това Тинката се опитва да замине доброволец на фронта, но се оказва непълнолетен. Скрил е три години от възрастта си.
Постепенно ремсовата група се трансформира. Другарят Клим се оттегля, а за вярната си служба Тинката получава „званието“ „Апостол на победилата революция“, защото нямат с какво да му заплатят – заплати за народофронтовците още не са предвидени.
Христо е изпратен на агитация по селата, минава и през родния си дом. Седнал да почине край морето, той среща шестия затворник, който е освободил погрешка.

## Състав

### Актьорски състав
| Изпълнител        | Роля                                                                                               |
| ----------------- | -------------------------------------------------------------------------------------------------- |
| Филип Трифонов    | Тинко (Христо) ремсист, член на Младежката революционна организация                                |
| Васил Михайлов    | Другарят Клим командирът                                                                           |
| Георги Мамалев    | Илийката (Илия) ремсист                                                                            |
| Ирина Росич       | Маргарита                                                                                          |
| Николай Бинев     | Бащата на Маргарита и Сашко бивш учител                                                            |
| Семьон Морозов    | съветски старшина                                                                                  |
| Кирил Петров      | Сашко, братчето на Маргарита дете                                                                  |
| Анатолий Кузнецов | съветски капитан (офицер)                                                                          |
| Леда Тасева       | Майката на Маргарита и Сашко бивша учителка                                                        |
| Домна Ганева      | Домна, майката на Тинко                                                                            |
| Петър Слабаков    | Бащата на Тинко                                                                                    |
| Тодор Колев       | генералът, който говори пред доброволците командир на дивизия и бивш командир на партизански отряд |
| Васил Попилиев    | Бандитът от бандата на Ферещанов шестият затворник                                                 |
| Вълчо Камарашев   | Доброволецът, който вика „ура“                                                                     |
| Стоян Гъдев       | Неориентираният по-късно член на ОФ                                                                |
| Марин Янев        | Партизанинът със слабите нерви                                                                     |
| Никола Тодев      | Черноборсаджията возещ се с кошница на покрива на автобуса                                         |
| Кирил Господинов  | Жоро младоженецът                                                                                  |
| Иван Григоров     | Душко селският комсомолски секретар                                                                |
| Петър Божилов     | бай Петър Иванов търговец на дребно и сватбар                                                      |
| Илия Добрев       | преводачът на руснаците                                                                            |
| Минко Минков      | помощник-командир                                                                                  |
| Светозар Неделчев | фашисткия офицер-провокатор, който пее „Алилуя“                                                    |
| Георги Русев      | сватбар                                                                                            |
| Милко Никодимов   | сватбар                                                                                            |
| Сашо Симов        | мъж от тълпата, събрала се да чака фашистките офицери пред народния съд                            |
| Димитър Измарев   | |
| Иван Йорданов     | черноборсаджията блъскаш се с камиона в бордюра                                                    |
| Владимир Братанов | Иван ремсист                                                                                       |
| Владимир Димитров | |

### Технически екип
| Режисьори          | Ирина Акташева Христо Писков                                                                     |
| Сценарий           | Славчо Дудов                                                                                     |
| Оператор           | Яцек Тодоров                                                                                     |
| Художник           | Боянка Ахрянова                                                                                  |
| Костюми            | Борис Нешев                                                                                      |
| Музика             | Борис Карадимчев                                                                                 |
| Звук               | Митхен Андреев                                                                                   |
| Монтаж             | Веселина Гешева                                                                                  |
| Редактор           | Атанас Ценев                                                                                     |
| Втори режисьор     | Екатерина Игнатова                                                                               |
| Втори оператор     | Димитър Хаджиилиев                                                                               |
| Втори художник     | Борислав Борисов                                                                                 |
| Грим               | Вера Търкаланова                                                                                 |
| Асистент-режисьори | Гани Стайков Надежда Паскалева                                                                   |
| Асистент-оператори | Емил Димитров Константин Занков                                                                  |
| Фотограф           | Тодор Костов                                                                                     |
| Звукотехник        | Христо Димитров                                                                                  |
| Гардероб           | Стоянка Маринова                                                                                 |
| Реквизит           | Пенчо Михайлов                                                                                   |
| Организатори       | Стефан Василев Борислав Рибаров                                                                  |
| Директор           | Стоил Халачев                                                                                    |
| Произведен в:      | Българска кинематография Студия за игрални филми Творчески колектив „МЛАДОСТ“ /Copyright © 1972/ |